# Karl Rudolf Friedenthal
Karl Rudolf Friedenthal, född 15 september 1827, död 7 mars 1890, var en preussisk politiker.
Fiedenthal blev 1867 medlem av riksdagen, grundade och blev ledare för Deutsche Reichspartei. Han medverkade i händelserna 1868-70 och valdes 1870 in i preussiska representantkammaren, och blev dess vicepresident 1873. 1874-79 var Friedenthal jordbruksminister och oktober 1877 - mars 1888 inrikesminister på förordnade. Friedenthal avgick på grund av konflikt med Bismarck i samband med inledandet av tullpolitiken och blev medlem av herrehuset. Han var till livs- och samhällsuppfattning påverkad av liberala tänkesätt.